# For YOU。
「for YOU。」（フォー・ユウ）は、ハジ→の2枚目のメジャーシングル。発売元はユニバーサルミュージック。

## 解説
- 前作『Only One。』から約4ヶ月ぶりのシングル。
- 初回限定盤には「for YOU。」のMUSIC VIDEOを収録したDVDが付属される。

## 収録曲

### CD
1. for YOU。
  - 作詞・作曲：ハジ→
2. けんかっち。
  - 作詞・作曲：ハジ→
3. 指輪と合鍵。feat. Ai from RSP (★STAR GUiTAR REMIX)
  - 作詞・作曲：ハジ→

インディーズ1stミニアルバム「ハジバム。」収録曲のリミックス。
4. for YOU。(Instrumental)

### DVD
1. for YOU。(MUSIC VIDEO)